# Колодзинский, Михаил Франьович
Михаи́л Колодзи́нский Франьович (укр. Михайло Франьович Колодзінський; 6 июля 1902, с. Поточище, Галиция, Австро-Венгрия — 19 марта 1939, с. Воловец, близ Хуста, Карпатская Украина) — украинский военный деятель, член ОУН УВО. В 1939 году — глава Карпатской сечи — вооружённых сил самопровозглашённого непризнанного государства Карпатская Украина.

## Биография

### Ранние годы
Родился в 1902 году, по некоторым предположениям, наполовину является поляком. В середине 1920-х годов принимал активное участие в деятельности украинского молодёжного националистического движения на территории Западной Украины, был ведущим членом Союза украинской националистической молодёжи, впоследствии вошедшего в состав ОУН.
Окончил Поточищецкую начальную школу, а впоследствии учился в украинских гимназиях в Городенке, Станиславове. Осенью 1922 перевелся в Коломыю и в июле 1924 завершил обучение. Активно занимался спортом (футболист команды «Хортица»).
С 1922 года состоял в Украинской войсковой организации. По заданию УВО в ноябре 1924 Колодзинский заступил на службу в 21-й пехотный полк Польского войска в Варшаве. После рекрутской подготовки был зачислен в старшинскую школу в Острове-Коморове, которую окончил в ранге подхорунжего. Уволен в запас 2.01.1927 и приписан к 68 пехотному полку в Вжесни, с которым провёл военные маневры.
После увольнения с военной службы, поступил на юридический факультет Львовского университета, где учился пять лет, совмещая учёбу с подпольной деятельностью. За это время его пять раз арестовывала польская власть за революционную деятельность в рядах УВО-ОУН. Провёл в тюрьме в Бригидках почти три года. В 1932—1933 годах числился военным референтом краевой экзекутивы ОУН на западноукраинских землях, позже по решению Краевой экзекутивы ОУН вынужден был выехать за границу в распоряжение Провода Украинских Националистов. Известно, что под разными фамилиями и с фальшивыми документами он нелегально проживал Германии, Голландии, Австрии. Также участвовал в военной подготовке хорватских усташей в Италии. Был лично знаком с председателем хорватских националистов, а в недалеком будущем и руководителем независимого Хорватского государства Анте Павеличем. За эту деятельность Колодзинский впоследствии был интернирован итальянской властью, которая освободила его накануне событий в Карпатской Украине.
В 1935—1937 годах работал над исследованием «Украинская военная доктрина», оказавшим большое влияние на организаторов УПА:
«Три с половиной миллиона жидов мы вырежем во время восстания, как это проповедуют некоторые националисты. Безусловно, что гнев украинского народа к жидам будет особенно страшен. Мы не должны этот гнев успокаивать, наоборот должны его усиливать, ибо чем больше погибнет жидов во время восстания, тем лучше будет для украинской державы, ибо жиды будут единственным меньшинством, которое не должно быть охвачено нашей денационализационной политикой. Все другие меньшинства, которые выйдут живыми из восстания, будем денационализировать».

### Карпатская Украина
В 1938 году получил звание полковника (Чехословакия) и по предложению военного референта ОУН генерала Николая Капустянского и шефа Военного Штаба ОУН генерала Виктора Курмановича, возглавил штаб Карпатской сечи. В начале марта 1939 года, в преддверии образования государства Карпатская Украина на территории современного Закарпатья, под его руководством был разработал план создания Вооружённых Сил Карпатской Украины на базе Карпатской сечи. Под его руководством была организована охрана границы и государственных учреждений, созданы боевые отряды, проводилась непрерывная военная подготовка добровольцев и открыты курсы старшин для тех, кто не имел военного опыта. В то время руководство Карпатской Сечи успешно наладило нелегальные поставки оружия из-за рубежа. Военные отряды Карпатской Сечи, при поддержке местного населения, начали разоружать чешские военные гарнизоны, находившиеся под контролем генерала Льва Прхала. Согласно плану развития вооружённых сил Закарпатья, командное ядро войска Карпатской Украины должны были составить бывшие старшины Украинской Галицкой Армии и Сечевых Стрельцов и те украинцы младшего поколения, которые получили военный старшинский выучку в польской армии. Далее было запланировано объявить всеобщую мобилизацию всего мужского населения края призывного возраста.
С 13 марта 1939 года части Карпатской Сечи сдерживали наступление превосходящих сил Венгрии (40 тысяч солдат и офицеров) по линии Перечин-Среднее-Иршава-Севлюш-Королёво. В течение нескольких дней Колодзинский командовал военными операциями украинских войск против частей венгерской армии на подступах к Хусту — столице Карпатской Украины — и при его обороне. Особенно жестокие бои с развернулись на подступах к Хусту — у Красного поля. 15 марта 1939 года в Хуст прибыл посол Венгрии с требованием бескровной оккупации Закарпатья венгерскими войсками. Немецкий консул Гофман со своей стороны пригласил к себе представителей главнокомандования Карпатской Сечи и во время беседы посоветовал им с целью предотвращения кровопролития выполнить требования венгров и немедленно капитулировать. Присутствовавший лично на этой встрече полковник Михаил Колодзнский дал решительный отпор этим унизительным намерениям консула: "В словаре украинского националиста нет слова «капитулировать», «сильный враг может нас в бою победить, но поставить нас перед собой на колени — никогда!».
15 марта 1939 года Карпатская Украина была провозглашена независимым государством. После отъезда её правительства за границу, включая полковника Сергея Ефремова, Колодзинский возглавил Вооружённые силы Карпатской Украины. Объявив общую мобилизацию, он взял в свои руки руководство обороной столицы. После ухода украинских отрядов самообороны из Хуста наиболее кровопролитные бои с венгерскими войсками состоялись 16-18 марта 1939 года в районах Вишнёвого, Буштыно, Солотвино, Севлюша, Белок, Долгого, Верхних Ворот, Чинадиево, Свалявы. Но силы сторон были слишком неравными. Колодзинский погиб 19 марта 1939 года, будучи расстрелянным венграми, и сброшен в солотвинский рудник (согласно другим данным, погиб в ходе одного из боёв под Буштыно).
23 марта 2014 года в посёлке Солотвино на Закарпатье освятили мемориальную табличку карпатским сечевикам — полковнику Михаилу Колодзинскому-«Гузару» и чотару Зенону Коссаку-«Тарнавскому», которые вместе с другими неизвестными сечевиками после расстрела венгерскими солдатами 19 марта 1939 года бесследно исчезли на территории солотвинских рудников.